# 골연화증
골연화증(骨軟化症, 영어: osteomalacia)은 골기질의 석회화 이상으로 뼈에서 칼슘과 인이 점차 소실되어 뼈가 가늘어지고 연해지며 형태가 변형되기 쉬운 상태가 되는 증상으로, 단순히 뼈의 칼슘 용출로 인해 골밀도가 감소하는 골다공증과는 원인 및 증상에서 차이가 있다. 골연화증은 햇빛을 충분히 받지 못한 사람, 임산부나 다산 여성에 흔하며 비타민D와 칼슘의 결핍이 그 원인이다. 또한 간과 콩팥의 이상으로 비타민D의 대사 및 활성화 과정에 이상이 생겼을 때에도 발생할 수 있다. 증상으로는 보행장애, 골반뼈 및 갈비뼈의 골절, 골반부 및 하지 통증과 압통 등이 나타난다. 어린이의 골연화증은 구루병(rickets)이라고 한다.

## 같이 보기
- 구루병
- 골다공증